# Apache Territory
Apache Territory è un film del 1958 diretto da Ray Nazarro.
È un film western statunitense con Rory Calhoun, Barbara Bates e John Dehner. È basato sul romanzo del 1957 Last Stand at Papago Wells di Louis L'Amour.

## Produzione
Il film, diretto da Ray Nazarro su una sceneggiatura di Louis L'Amour, George W. George e Frank L. Moss con il soggetto di L'Amour (autore del romanzo), fu prodotto da Rory Calhoun e Victor M. Orsatti tramite la Rorvic Productions e girato nel Red Rock Canyon State Park a Cantil, in California. Il titolo di lavorazione fu Papago Wells.

## Distribuzione
Il film fu distribuito negli Stati Uniti dal 1º settembre 1958 al cinema dalla Columbia Pictures.
Altre distribuzioni:
- in Finlandia l'8 maggio 1959 (Kuoleman lähde)
- nei Paesi Bassi (Apachen op het oorlogspad)
- in Brasile (O Poder da Vingança)
- in Grecia (Ta kitrina gerakia exormoun)
- in Portogallo (Território Apache)
- in Spagna (Territorio apache)
- in Italia (Apache Territory)

## Promozione
Tra le tagline: "A thousand hells at Papago Wells!".